# الیویه ژیرو

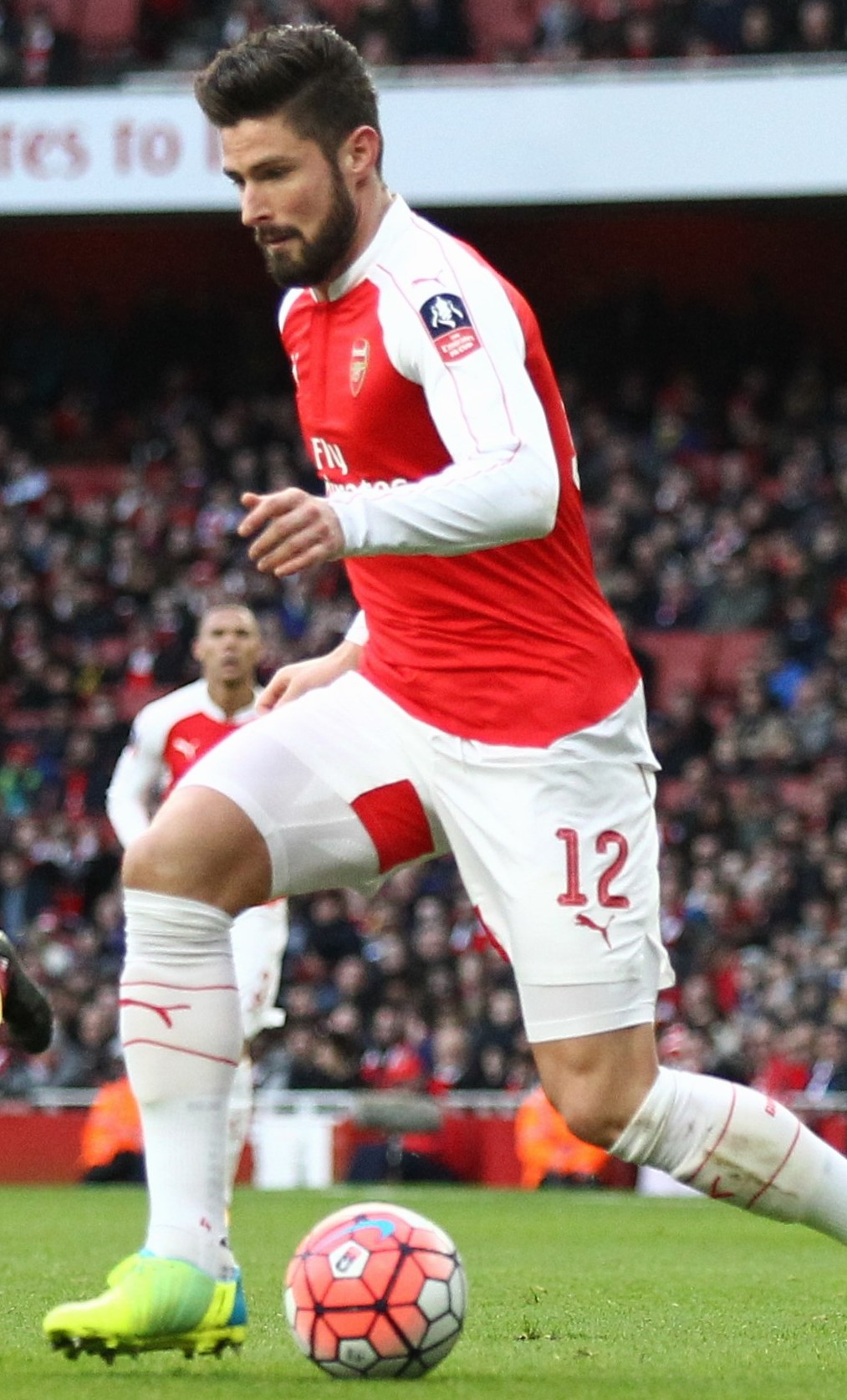
ژیرو در سال ۲۰۱۶

اولیویه جاناتان ژیرو (تلفظ فرانسوی: [ɔlivje ʒiʁu]؛ زادهٔ ۳۰ سپتامبر ۱۹۸۶) بازیکن فوتبال اهل فرانسه است که برای باشگاه فوتبال لیل بازی می‌کند.
الیویه ژیرو در فصل ۱۲–۲۰۱۱ به‌همراه تیم مون‌پلیه قهرمان لیگ فرانسه (لیگ ۱) شد و عنوان آقای گل را با به ثمر رساندن ۲۱ گل و به‌صورت مشترک با گلزن تیم پاری سن-ژرمن یعنی کوین گمرو کسب کرد.
وی اولین بازی ملی خود را در ۱۱ نوامبر ۲۰۱۱ در برابر بلژیک انجام داد. الیویه همواره زیدان و ون باستن را الگوی خود قرارداده است.
ژیرو در روز ۲۶ ژوئن ۲۰۱۲ با قراردادی پنج ساله به ارزش ۱۲ میلیون پوند رسماً به آرسنال پیوست. ژیرو در سال ۲۰۱۷ موفق شد که جایزه بهترین گل سال را از آن خود کند.
وی در سال ۲۰۱۸ در ۳۱ ژانویه با عقد قراردادی به ارزش ۱۸ میلیون پوند از آرسنال به چلسی پیوست. ژیرو در سال ۲۰۱۸ توانست رکورد تعداد گل ملی، زین الدین زیدان را بزند و در رده چهارم گلزن‌های تیم ملی فرانسه بایستد. الیویه ژیرو در سال ۲۰۱۸ با تیم ملی فرانسه قهرمان جهان شد.
او در جام جهانی ۲۰۲۲ قطر مقابل لهستان به ۵۳ گل زده رسید و بهترین گلزن تمام ادوار تاریخ فرانسه می‌باشد.

## افتخارات
مون‌پلیه
- لیگ ۱(۱): ۲۰۱۲–۲۰۱۱

آرسنال
- جام حذفی فوتبال انگلستان(۳): ۲۰۱۴–۲۰۱۳، ۲۰۱۵–۲۰۱۴، ۲۰۱۷–۲۰۱۶
- سوپر جام فوتبال انگلستان(۳): ۲۰۱۴، ۲۰۱۵، ۲۰۱۷
- پوشکاش

چلسی
- جام حذفی فوتبال انگلستان(۱): ۲۰۱۸–۲۰۱۷
- جام اتحادیه فوتبال انگلستان: ۲۰۱۹–۲۰۱۸ نایب قهرمان
- لیگ قهرمانان اروپا(۱): ۲۰۲۱–۲۰۲۰
- لیگ اروپا(۱): ۲۰۱۹–۲۰۱۸
- آث میلان
- سری آ(۱):۲۰۲۱–۲۰۲۲

فرانسه
- جام جهانی فوتبال: (۱) قهرمان ۲۰۱۸ (۱) نایب قهرمان ۲۰۲۲
- جام ملت‌های اروپا: ۲۰۱۶ نایب قهرمان